# Anticlea beduina
Anticlea beduina är en fjärilsart som beskrevs av Turati 1930. Anticlea beduina ingår i släktet Anticlea och familjen mätare. Inga underarter finns listade i Catalogue of Life.